# Chrysogonus

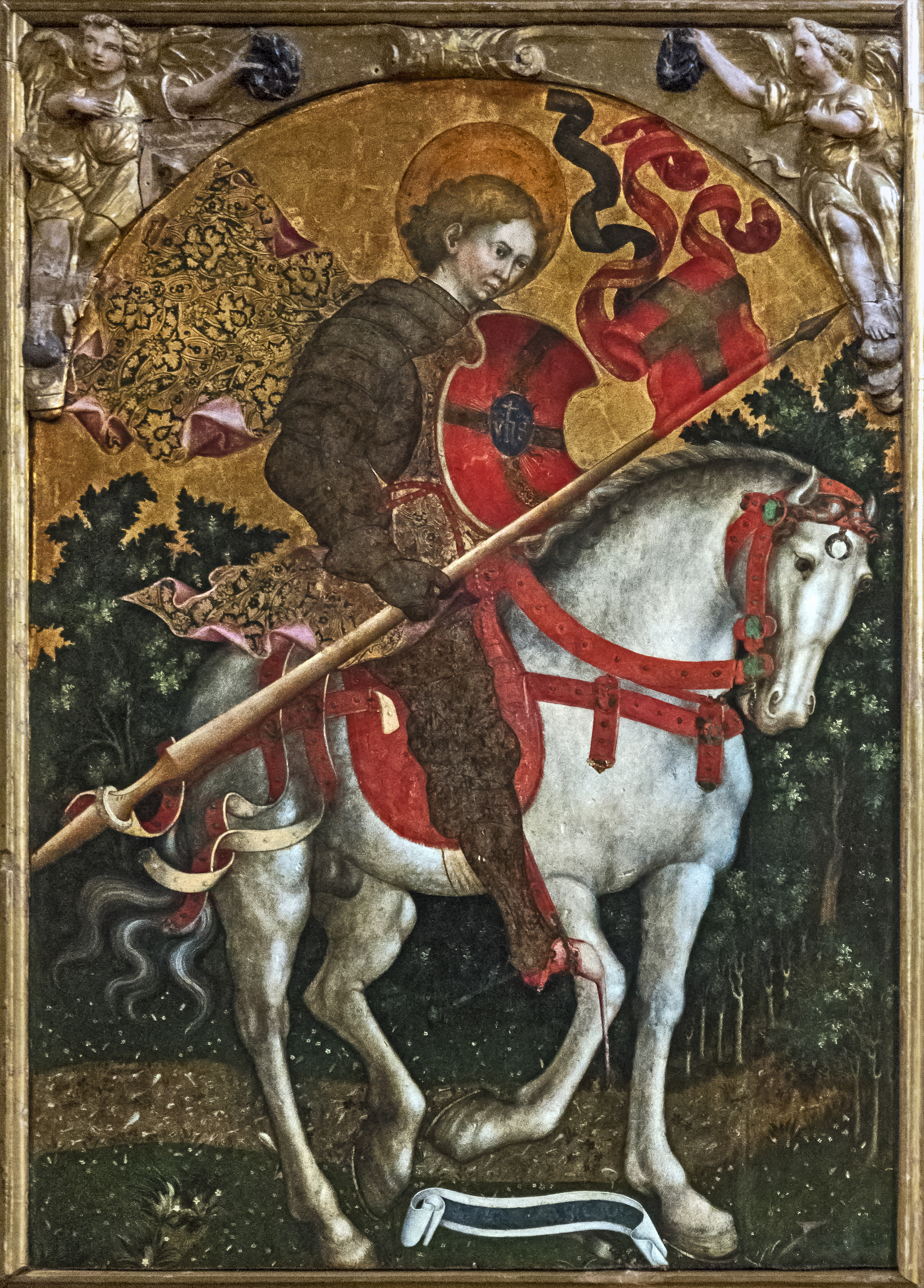
Sankt Chrysogonos till häst, målning av Michele Giambono (cirka 1450).

Chrysogonus (italienska: Crisogono) är ett helgon i Katolska kyrkan, troligen bördig från Rom, som led martyrdöden under kejsar Diocletianus. Hans minnesdag infaller den 24 november. Han är den kroatiska staden Zadars skyddshelgon och där är Sankt Chrysogonus kyrka tillägnad honom.  

## Biografi
Ytterst litet är känt om vem Chrysogonus var. Han finns upptagen med två datum i Martyrologium Hieronymianum, den 31 maj och den 24 november, där det står att han led martyrdöden i Aquileia. Echternachmanuskriptet berättar att han var född i Rom. Möjligen överfördes hans kult från Aquileia till Rom; i Trastevere i Rom instiftade påve Symmachus år 499 en titelkyrka åt honom, San Crisogono, men arkeologen Giovanni Battista de Rossi har med stöd från sina utgrävningar hävdat att denna titelkyrka har anor från 300-talet. Chrysogonus har stundom tagits för denna kyrkas grundare, stundom har kyrkan ansetts ha uppkallats efter honom till åminnelse. Chrysogonus liv och legend har jämförts med Anastasias. 
Enligt en legend var han i egenskap av historiens förste vicarius Urbis lärare åt en annan Anastasia, som var dotter till en senator. Legenden berättar vidare att han skrev brev till sin elev under sin fångenskap och att han sedan avrättades genom halshuggning. Hans kropp kastades i havet, men påträffades av en präst vid namn Zoilus vid staden Zadar, vars skyddshelgon han därmed har blivit.